# Hjalmar Tessing

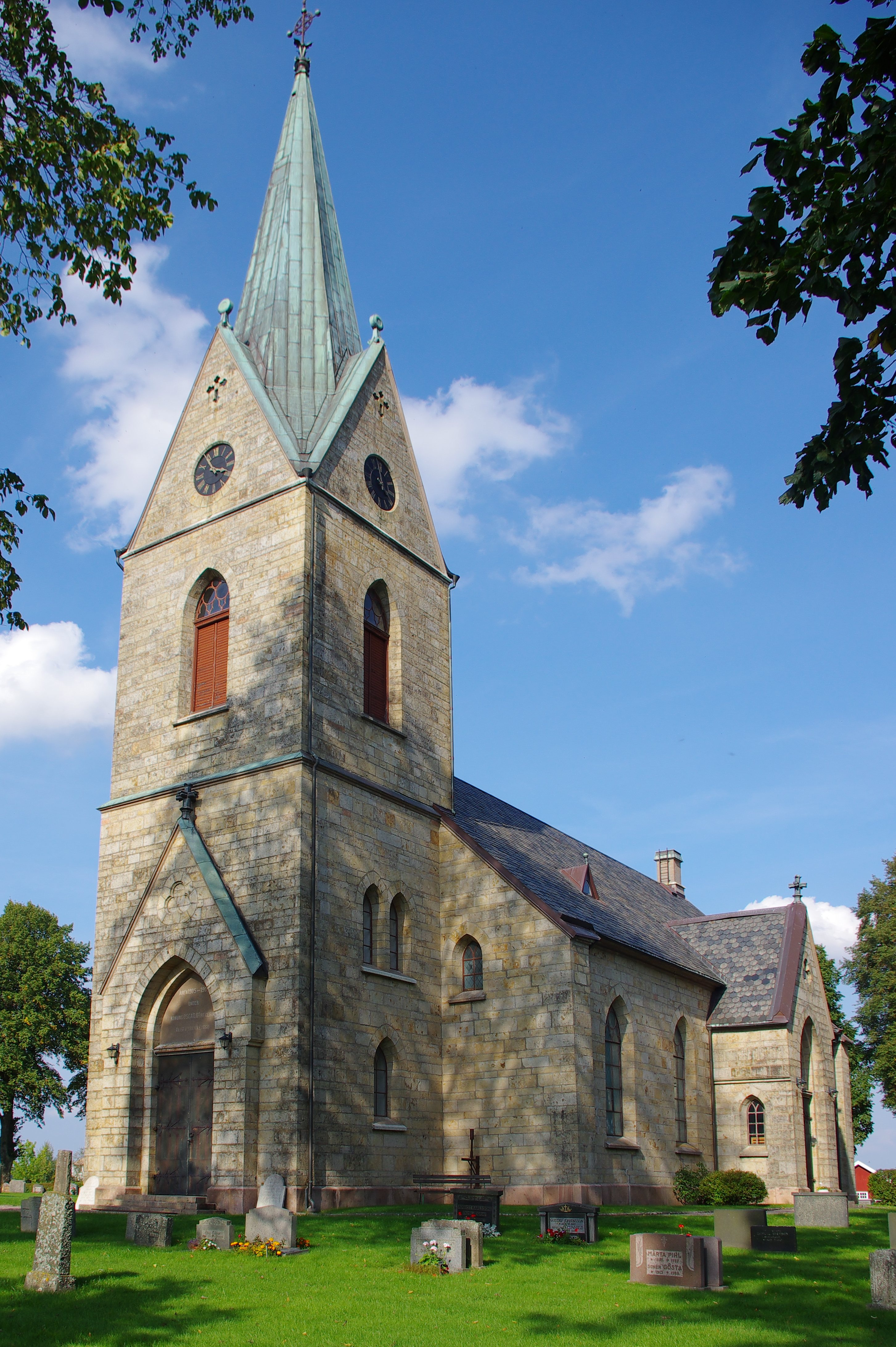
Synnerby kyrka

Hjalmar Tessing, född 26 december 1869 i Vinköls socken i Skaraborg, död 17 januari 1915 i Skara var en svensk arkitekt. 
Tessing arbetade först hos Frans Wahlström i Skövde och därefter hos kyrkobyggmästare Pettersson. Genom den senare deltog han i restaureringarna av Skara domkyrka och Vadstena klosterkyrka. 1902 flyttade han till Grästorp där han startade egen verksamhet, men redan året därpå gick flytten till Skara. 
Tessing står bakom ett flertal byggnader i Skara. Han ritade Synnerby kyrka i sin helhet (1905-1908), restaurerade Bärebergs kyrka (1905) och har även ritat altaruppsatsen i Gestads kyrka (1914).